# 歴史探偵
『歴史探偵』（れきしたんてい）は、NHK大阪放送局の制作により、NHK総合テレビで全国放送されている歴史教養番組である。2021年3月31日から水曜日22:30 - 23:15に放送されていたが、2022年4月6日の放送から同22:00 - 22:45に変更された。翌週水曜日16:15 - 17:00（全国）に再放送。2024年度から再放送の時間が翌週火曜日23:50 - 24:35に変更された。

## 概要
『歴史秘話ヒストリア』の後継番組として放送開始。2019年12月に初のパイロット版が放送開始し、以後2回にわたって放送された。2021年春改編でレギュラー化され、3月31日から放送開始。
現場調査、科学実験、シミュレーションを駆使し、古代、戦国、幕末に起きた事件の真相に迫る探偵社という設定のもと、俳優の佐藤二朗が演じる探偵社所長を筆頭に、加藤向陽、塩﨑実央ら、NHKアナウンサーが探偵役となり、歴史の謎を徹底調査するという趣向である。
2022年からYouTubeのNHKチャンネルにて、番組ダイジェストや顧問役の河合敦による特別授業などの動画が公開されている。

## 出演者

### 現在

#### 探偵所長
- 佐藤二朗（俳優、2021年3月31日 - ）

#### 副所長
- 片山千恵子（東京アナウンス室、2024年10月23日 - ）

#### 探偵
- 加藤向陽（2022年4月20日 - ）
- 塩﨑実央（2024年4月17日 - ）
  - 渡邉不在時は副所長代理を務めている。
- 秋鹿真人（2024年6月26日 - ）
- 木村穂乃（2025年 - ）
- 岡崎太希（東京アナウンス室、2025年 - ）

#### 顧問
- 河合敦（多摩大学客員教授〈日本史〉、2021年3月31日 - ）
  - 城の調査には、日本の城郭考古学者である千田嘉博が同行することがある。

### 過去

#### 副所長
- 渡邉佐和子（東京アナウンス室[注 1]、2021年3月31日 - 2024年10月16日）
  - 渡邊は前番組『歴史秘話ヒストリア』から続投。パイロット版では秘書を務めていたが、レギュラー化に伴い副所長に就任した。

#### 探偵
- 青井実（当時東京アナウンス室、2021年4月14日 - 2022年3月16日）
- 石橋亜紗（2021年5月12日 - 2023年4月5日）
- 森田洋平（2021年6月9日 - 2024年3月13日）
- 山田大樹（東京アナウンス室、2022年6月1日 - 2025年3月12日）
- 近田雄一（2021年3月31日 - 2025年3月26日）
  - 近田はパイロット版全3回（2019年12月18日 - ）から探偵を務めている。2025年4月に松江放送局に異動のためレギューメンバーではなくなったが、2025年6月18日の放送では探偵役を担当した。

## スタッフ

### レギュラー版
- 音楽：Face 2 fAKE
- タイトル制作：重田佑介
- ドラマ演出：宮村敏正、永冨義人
- 時代考証：齊藤洋一（第8回のみ）
- 技術：坂本忠雄、神野圭三、森本祐二、小松作
- 撮影：北田勝雄、吉田洋平、金丸宗由、徳井正夫、小迫裕之、松田充弘、山脇邦康、富永真太郎、鈴木和欽、山本啓介
- 音声：南裕幸、河村晃治、林江美、武重光希、緒形慎一郎、古閑誠章、阿部眞理、山中悠勢、名塚真人、大成友二、伏見雅子、前川秀行、関根祐太、坂野伊和男、深田次郎、玉井可純、長澤充彦
- 照明：中山怜奈、植田俊弘、李成秀、鴨下正美、野下友樹、森徹雄、井内実、松崎隆志、千葉聡文、細見幸作
- 映像技術：横木敬行、佐藤望、小林歩夢、峯田俊介、吉村惇、真木伸彦、三木邦晃
- 音響効果：柏倉梓、大池隆仁、古川千鶴、柳原耕平、武生壮史、東谷尚、水谷明男、高橋紀行、松原耕太
- 美術：山﨑正臣、杉浦恵、石村嘉孝
- CG作成・制作：山田成彦、森木昌利、妻鳥奨、鈴木哲、園田衣織、福田亮介、下屋勇人、元生晃司
- イラスト：古奈あかね、荒関善哲、松永千保、中田仙次郎、赤岸K
- 編集：大澤英樹、内田雅美、浜本優、佐藤政徳、濵松祐之、田村修成、高野益寿、西田和樹、寺嶋一也、武井美帆、飯田晴久、米川敬道
- リサーチャー：玉田愛子、奥村祥子、中川巴江、川見郁子、長峰麻妃子
- コーディネーター：船戸睦美、白井暁黎、山下厚司
- ディレクター：門田收平、笹原恵、辻本和晃、伊藤敏司、柿本健一、宇治田曜、矢崎伸治、横山睦美、酒井邦博、九里元紀、山根拓樹、入山政宏、勅使河原亜紀夫、山﨑唯生、夫馬直実、竹田晋也、福岡悠、中田航、柳井憂美
- プロデューサー：高木秀也、荻野昌樹（大阪局） / 森田健司（放送センター）
- 制作統括：河井雅也、金田将二郎（大阪局） / 木道壮司、山内太郎、齋藤圭介（放送センター） / 原克肇（NEP） / 森田超（静岡局、第11回のみ）
- 制作：NHKエンタープライズ近畿総支社制作部（第12・16・17回）
- 制作・著作：NHK大阪放送局 / NHK放送センター（第5・9・14・15回）

### パイロット版
- 語り：坂本真綾（第1回のみ）
- タイトル制作（第1回はタイトル映像）：重田佑介
- アニメーション制作：高橋昂也（第2回のみ）
- 殺陣指導：深作覚（第1回のみ）
- 技術：佐々木喜昭、長谷川理、神野圭三
- 撮影：徳井正夫、古川真広、松本剛、長谷川祥平
- 音声：城賢一郎、長澤充彦、武重光希
- 照明：青木智英、佐野清隆、松井昭人
- 映像技術：杉澤賢太郎、佐藤望、金本靖夫
- 音響効果：柏倉梓、柳原耕平、古川千鶴
- 美術：清絵里子、杉浦恵
- 映像デザイン：野島嘉平
- VFX：佐藤望、野沢栄二
- CG作成：山田成彦、妻鳥奨
- イラスト：古奈あかね
- 編集：大澤英樹、田村修成
- リサーチャー：中川巴江、川見郁子
- 取材：秋山遼、柳井憂美
- ディレクター：高木秀也、辻本和晃、伊藤敏司
- プロデューサー：河井雅也、城秀樹（河井、城→第1・2回）、荻野昌樹（荻野→第3回）
- 制作統括：山内太郎、山崎啓明（山内、山崎→第1・2回）、金田将二郎（金田→第3回）
- 制作・著作：NHK大阪放送局